# Wołowa Przehyba
Wołowa Przehyba (słow. Nižná Hincova priehyba, ok. 2350 m) – przełączka w Wołowym Grzbiecie w Tatrach Wysokich na granicy polsko-słowackiej. Znajduje się w głównej grani Tatr pomiędzy Hińczowym Zwornikiem (Hincova kopa, ok. 2360 m) na zachodzie a Zachodnim Wołowym Rogiem (Západný voli roh, ok. 2370 m) na wschodzie.
Południowe stoki Wołowej Przehyby opadają do słowackiej Wołowej Kotlinki, i od tej strony na przełęcz można wyjść bez trudności. Na polską natomiast stronę, do Wyżniego Czarnostawiańskiego Kotła z przełęczy opada płytka depresja, około 50 m poniżej grani łącząca się ze żlebkiem z Małej Wołowej Szczerbiny. Jeszcze niżej przekształca się w głęboko wcięty komin. Z grani Wschodniego Wołowego Rogu opada żebro oddzielające tę formację skalną od następnej na wschód wklęsłości – Załupy Aligatora.
Polską nazwę przełączce nadał Władysław Cywiński. Nazwy obiektów w Wołowym Grzbiecie tworzył przez tłumaczenie wcześniej nadanych im słowackich nazw przez Arno Puškáša. W tym jednak przypadku odstąpił od tej zasady, uznając, że Wołowa Przehyba nie ma nic wspólnego z Hińczową Turnią, ponadto nazwa dwuwyrazowa jest lepsza od trzywyrazowej.

## Taternictwo
Pierwsze wejście na przełęcz
- letnie: Katherine Bröske, Simon Häberlein 11 września 1905 r.
- zimowe: Stanisław Krystyn Zaremba, 30 grudnia 1934 r.[3]

Drogi wspinaczkowe
1. Granią od Czarnostawiańskiej Przełęczy do Wielkiej Wołowej Szczerbiny; II w skali UIAA, czas przejścia 1 godz. 30 min[2],
2. Ścieżka Obejściowa; 0+, miejsce II, 1 godz.,
3. Zachodem Grońskiego; 0+, miejsca I, czas przejścia od szlaku na Rysy do Wołowej Przehyby 1 godz. 15 min[2].

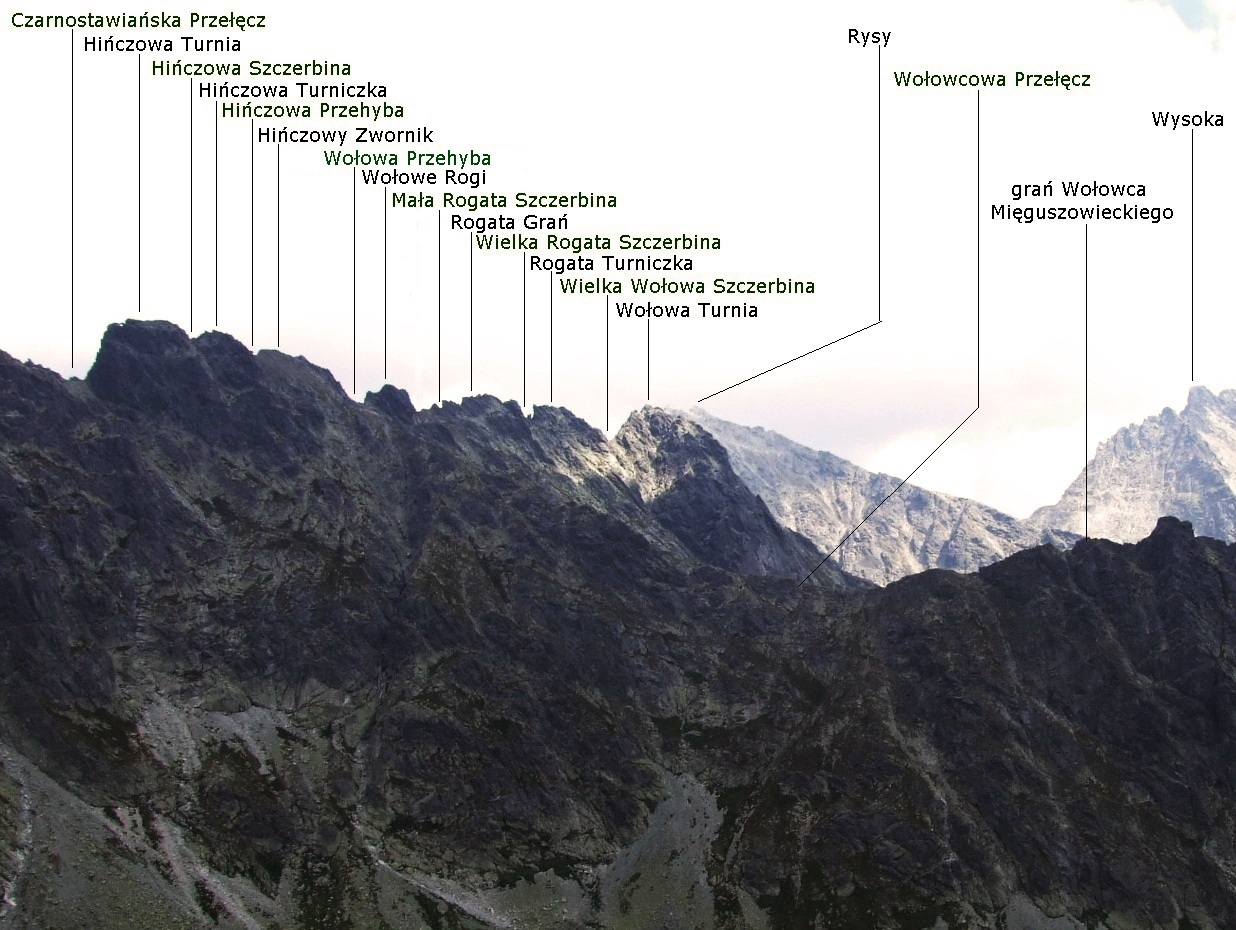
Widok z Wyżniej Koprowej Przełęczy